# Liste de personnalités liées à La Flèche
Cet article liste les personnalités qui sont nées, décédées ou qui ont vécu quelques années à La Flèche.

## Personnalités nées à La Flèche
- Lazare de Baïf (1496-1547), diplomate, poète et humaniste, né au Manoir des Pins près de la Flèche. Une place et une école portent aujourd'hui son nom.
- Guillaume Fouquet de La Varenne (1560-1616), conseiller d'Henri IV, gouverneur de La Flèche et contrôleur général des Postes.
- Mathurin Jousse (1575-1645), maître serrurier, théoricien de l'architecture.
- Jérôme Le Royer de la Dauversière (1597-1659), né à La Flèche, fondateur de la congrégation des Hospitalières de Saint-Joseph et de la société Notre-Dame de Montréal, instigateur du départ des colons en vue de la fondation d'une ville sur l'île de Montréal, « Ville Marie », devenue depuis Montréal.
- Jean Picard ou « l'abbé Picard » (1620-1682), astronome et géodésien, le premier à calculer le rayon de la Terre de façon précise.
- Louis de La Forge (1632-1666), philosophe, disciple de Descartes.
- Robert de Visée (1652 - aprés 1732), date de naissance présumée, luthiste, guitariste, théorbiste, compositeur
- Joseph Sauveur (1653-1716), savant, inventeur de l'acoustique physique et professeur au Collège de France.
- Jacques Morabin (1687-1762), érudit et historien.
- François Jean Chaubry de La Roche (1753-1835), homme politique, député de 1791 à 1792, maire de Congy.
- François de La Bouillerie (1764-1833), ancien intendant général de la maison du roi, ministre d'État, Pair de France et député de la Sarthe.
- Joseph-Yves Manigault-Gaulois (1770-1809), général des armées de la République et de l'Empire, mort au combat à la bataille de La Corogne.
- Françoise Jamin (1773-1840), fondatrice de la congrégation des « Filles du Saint-Cœur de Marie », dite de la Providence.
- François-Louis-Charles de Foucault (1778-1873), né et décédé à La Fléche, administrateur et homme politique, député de la Loire-Atlantique.
- Adrien-Louis Lusson (1788-1864), architecte et décorateur. Il a réalisé la décoration du Théâtre de la Halle-au-Blé.
- Théophile Thoré-Burger (1807-1869), journaliste et critique d'art, il est à l'origine de la redécouverte du peintre Jan Vermeer.
- Alexandre Pierre Freslon (1808-1867), avocat, journaliste et homme politique né à La Flèche, député du Maine-et-Loire, ministre secrétaire d'état au département de l'instruction publique et des cultes.
- Marie Pape-Carpantier (1815-1878), pédagogue et féministe, organisatrice des premières écoles maternelles.
- Ernest-Louis Le Lasseux (1816-1878), homme politique né à La Flèche, maire de L'Huisserie, député de la Mayenne.
- Pierre Moulin du Coudray de La Blanchère (1821-1880), naturaliste et photographe.
- Léo Delibes (1836-1891), compositeur né à Saint-Germain-du-Val, aujourd'hui commune rattachée à La Flèche, auteur de Lakmé et Coppélia.
- Paul Henri Balluet d'Estournelles de Constant (1852-1924), diplomate, député et sénateur de la Sarthe, prix Nobel de la paix en 1909.
- Liane de Pougy (de son vrai nom Anne-Marie Chassaigne) (1869-1950), danseuse et courtisane de la Belle Époque.
- Charles Godefroy (1888-1958), aviateur, auteur d'un vol sous l'Arc de triomphe en 1919.
- Henri de Montfort (1889-1965), journaliste, écrivain, historien et résistant.
- Pierre Guillaumat (1909-1991), ancien ministre de la Défense et président d'EDF.
- Paul Gauthier (1914-2002), théologien et humaniste.
- Jacques Bouillault (1924-2009), naturaliste fondateur du zoo de La Flèche en 1946.
- Yan Balinec (1928-2009), écrivain et poète.
- Colette Cosnier (1936-2016), universitaire et féministe.
- Annie-Claude Martin (1943-2013), illustratrice.
- Alain Pellegrini (1946- ), général de division dans l'Armée de terre.
- Michel Virlogeux (1946- ), architecte ayant participé à la réalisation du viaduc de Millau, fils d'un ancien maire de la commune.
- François Le Diascorn (1947- ), photographe humaniste.
- Dominique Chauvelier (1956- ), athlète, spécialiste du marathon, médaillé de bronze aux championnats d'Europe en 1990.
- Pierre Roger (1983- ), nageur, vice-champion d'Europe en grand bassin.

## Personnalités décédées à La Flèche
- Françoise d'Alençon (1490-1550), reçoit en douaire la seigneurie de La Flèche après le décès de son mari Charles de Bourbon, et fait construire le « Château-Neuf » qui devient plus tard le Collège Henri-IV.
- Étienne Noël (1581-1659), théologien catholique et grammairien.
- Jean Chastelier (1582-1630), recteur du collège Henri-IV.
- Georges Fournier (1595-1652), géographe et hydrographe.
- Antoine Girard (1603-1679), écrivain et traducteur.
- Pierre Ango (1640-1694), jésuite, mathématicien et physicien, professeur au collège de La Flèche.
- Jean de Fontaney (1643-1710), mathématicien jésuite, missionnaire en Chine.
- Michel Le Tellier (1643-1719), jésuite, confesseur de Louis XIV.
- Pierre-François-Xavier de Charlevoix (1682-1761), historien jésuite.
- Mathieu de Verteuil (1765-1793), chef vendéen, tué à la bataille de La Flèche.
- Thomas Sedgwick Whalley (1746-1828), poète et voyageur anglais.
- Louise d'Estournelles de Constant (1792-1860), femme de lettres.
- Louis Dein (1819-1886), député du Finistère.
- Charles Crès (1850-1907), peintre de genre, professeur de dessin au Prytanée.
- Jean-Baptiste Lemire (1867-1945), compositeur et chef d'orchestre.
- Charlotte Roimarmier (1878-1959), peintre impressionniste.
- Achille Germain (1884-1938), ancien coureur cycliste professionnel surnommé « Germain de La Flèche ». Il se classe notamment 16e du Tour de France en 1908. Il est élu conseiller municipal de la commune.
- Jean de Montgascon (1901-1988), sénateur de la Sarthe, maire de La Flèche (1947-1959).
- Pierre de Maupeou d'Ableiges (1910-1996), cavalier qui concourt aux Jeux olympiques d'été de 1948.
- Guy de Sauvage (1921-2007), artiste peintre, céramiste et photographe.

## Autres personnalités liées à la commune
- Élie Ier du Maine (?-1110), second seigneur de La Flèche, comte du Maine de 1093 à 1110 ;
- Louis Métezeau (1560-1615), architecte du roi Henri IV, élabore les plans du collège jésuite de La Flèche, devenu, après la Révolution française, le Prytanée national militaire ;
- René Descartes (1596-1650), élève du collège Henri IV ;
- Pierre Corbineau (1600-1678), architecte, construisit le grand autel de l'église Saint-Louis et peut-être l'hôpital de La Flèche, ainsi que le portail du collège des Jésuites
- Jean-Baptiste Gresset (1709-1777), poète et satiriste, professeur au collège Henri-IV. Il quitte plus tard les Jésuites ;
- David Hume (1711-1776), philosophe britannique, il a rédigé en 1737 à La Flèche son Traité de la nature humaine.
- Marquis de Turbilly (1717-1776), agronome, élève au collège royal Henri IV ;
- Didier Thirion (1763-1815), député de la Convention nationale, représentant en mission dans la Sarthe, fait brûler sur la place publique le cœur d'Henri IV qui était déposé dans l'église ainsi que celui de Marie de Médicis ;
- Joseph Gallieni (1849-1916), général de la Première Guerre mondiale, élève au Prytanée ;
- François Monchâtre (1928- ), artiste contemporain proche de l'Art brut, vit et travaille dans la commune ;
- Guy-Michel Chauveau (1944- ), député de la Sarthe, maire de La Flèche depuis 1995 ;
- Bruno Lochet (1959- ), acteur, ancien membre des Deschiens, résidant à La Flèche ;